# Gisekia
Gisekiaceae és una família de plantes amb flors. Aquesta família va ser reconeguda en l'APG II system (2003) i assignada a l'ordre Caryophyllales en el clade core eudicots. Això representa un canvi respecte a l'APG system (1998), el qual no reconeixia aquesta família. Té un sol gènere, Gisekia.
L'AP-Website accepta aquesta família.
Rep el seu nom en honor del botànic Paul Dietrich Giseke.